# Anacamptis collina
Anacamptis collina är en orkidéart som först beskrevs av Joseph Banks, Daniel Carl Solander och Alexander Russell, och fick sitt nu gällande namn av R.M.Bateman, Pridgeon. Anacamptis collina ingår i släktet salepsrötter, och familjen orkidéer. Inga underarter finns listade i Catalogue of Life.

## Bildgalleri

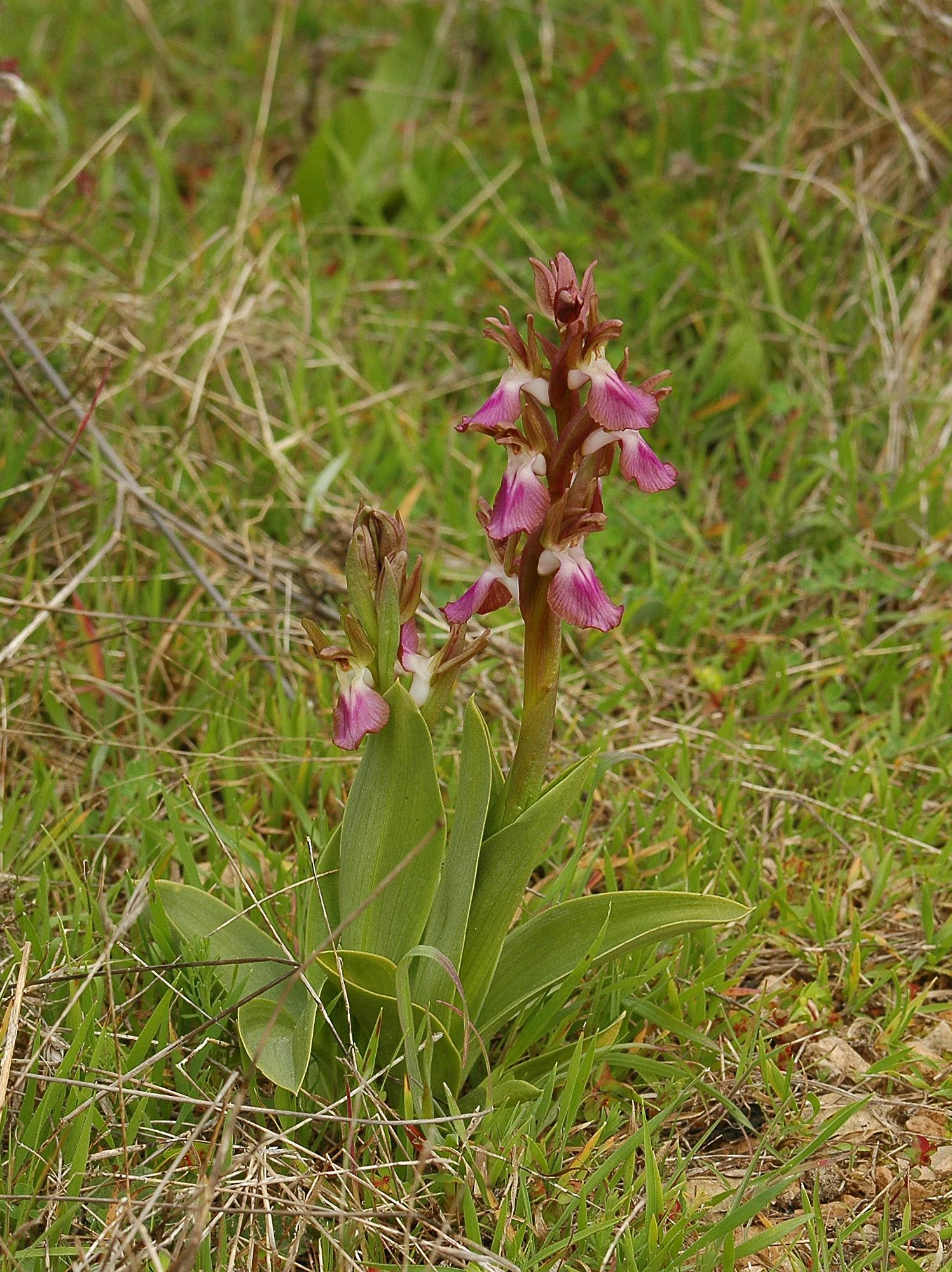
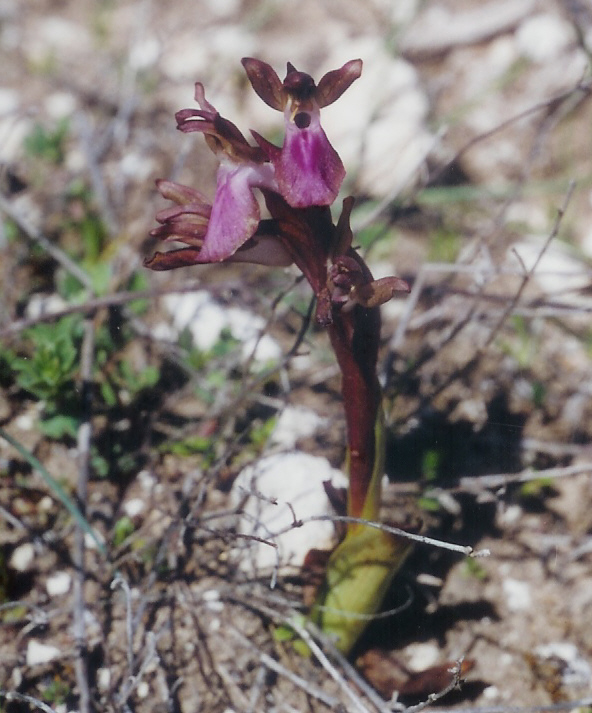
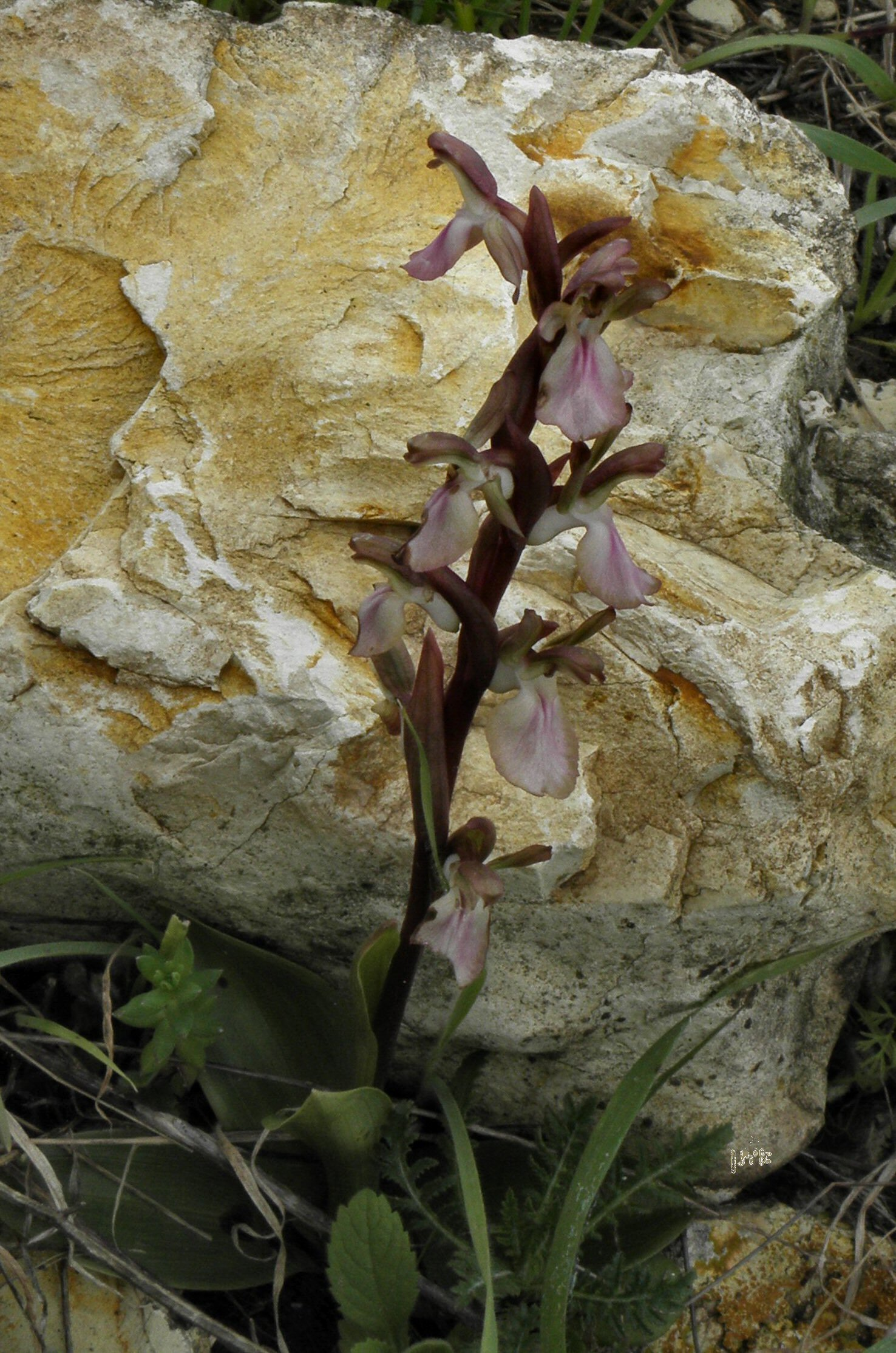
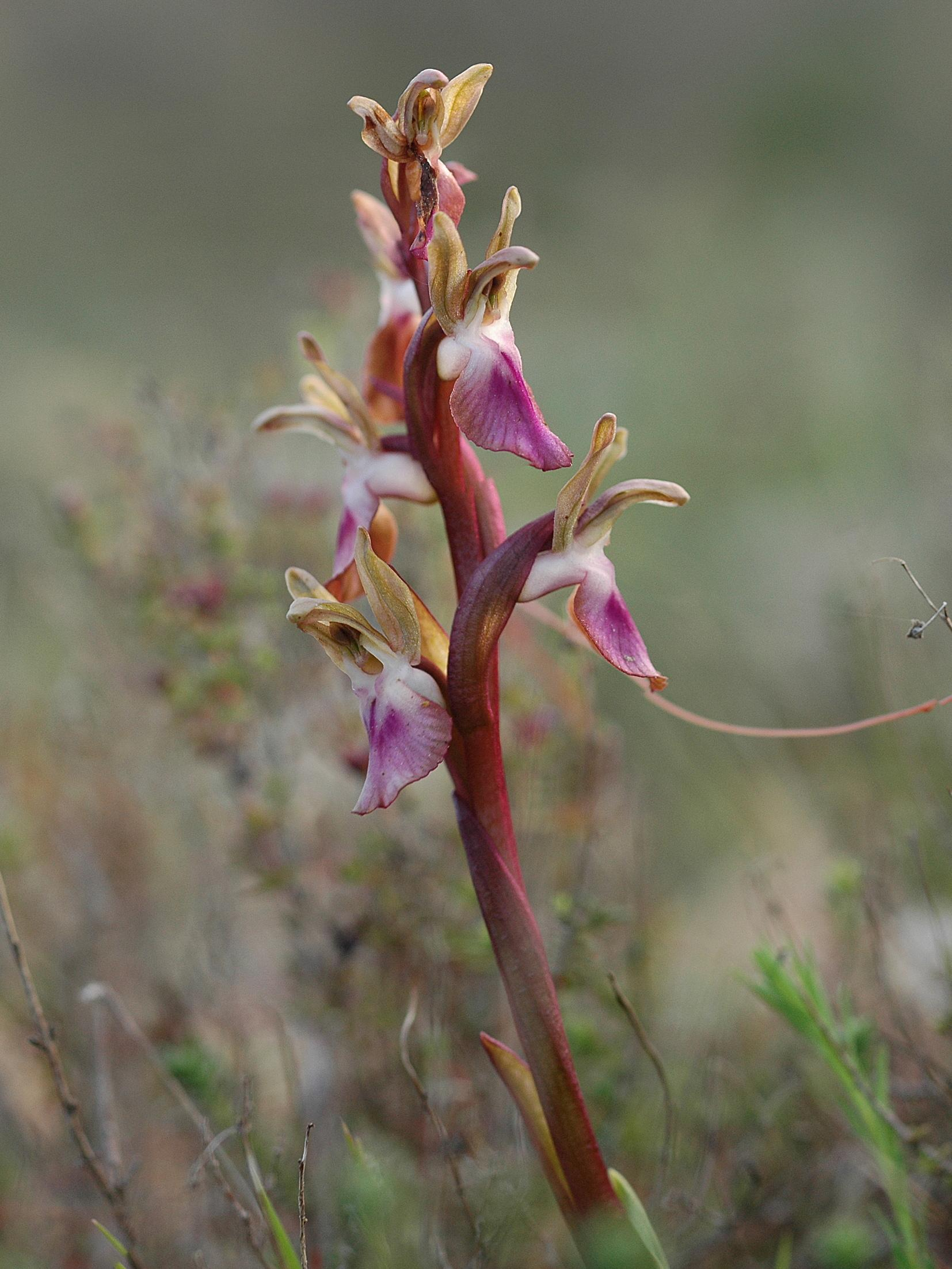
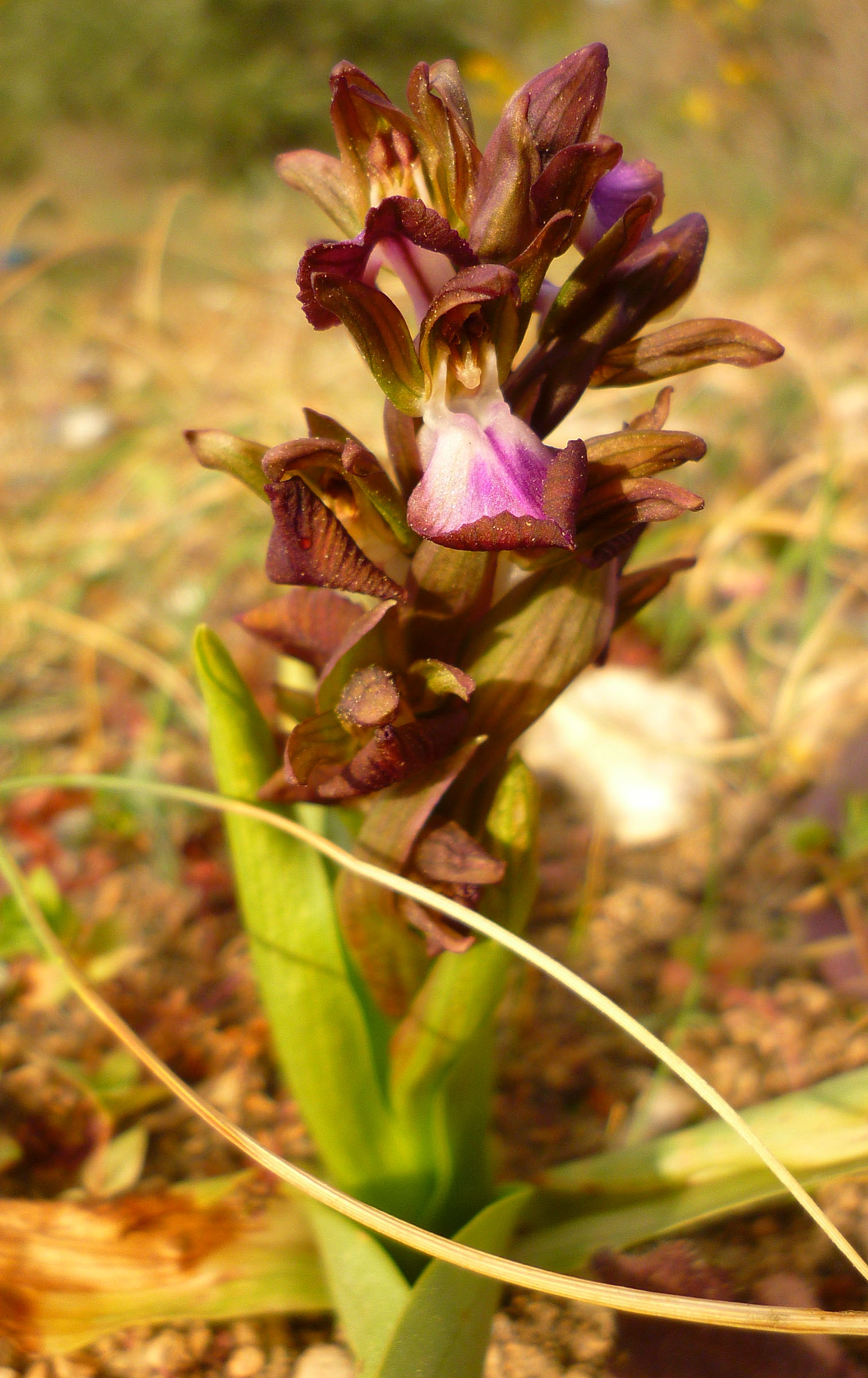
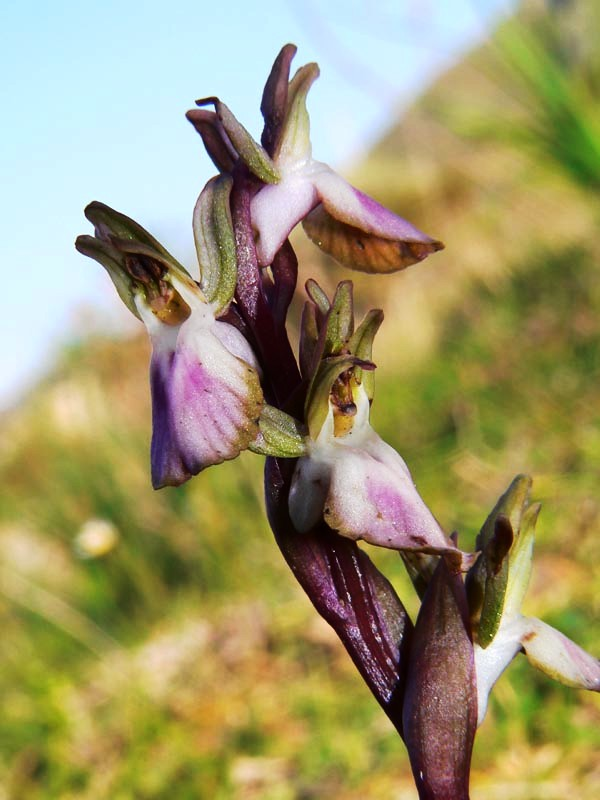